# 格罗本格罗伊特
格罗本格罗伊特是德国图林根州的一个市镇。总面积5.65平方公里，总人口225人，其中男性115人，女性110人（2011年12月31日），人口密度40人/平方公里。